# Aeroportul Municipal Fayetteville
Aeroportul Municipal Fayetteville (IATA: FYM, ICAO: KFYM, FAA LID: FYM) este un aeroport din Tennessee, Statele Unite ale Americii ce deservește zona Fayetteville⁠(d). A fost numit după zona deservită.
Situat la o altitudine de 300 m, aeroportul dispune de 1 pistă.

## Infrastructură

### Piste
Aeroportul dispune de o singură pistă. Pista 02/20 are suprafața de asfalt și dimensiunile 5.900 picioare × 100 picioare. 